# Irina Wladimirowna Lebedewa

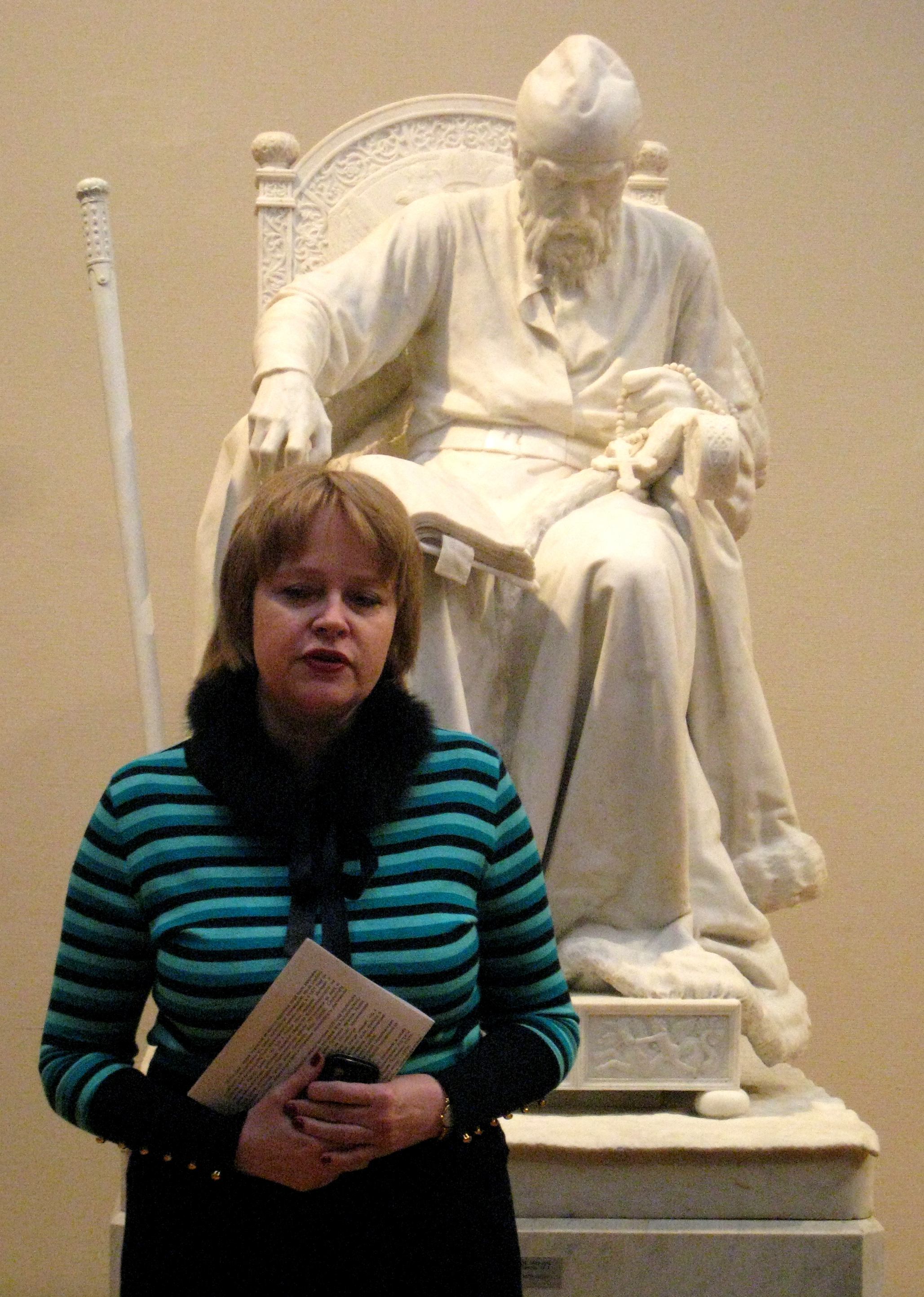
Irina Wladimirowna Lebedewa vor M. M. Antokolskis Iwan IV.

Irina Wladimirowna Lebedewa (russisch Ирина Владимировна Лебедева; * 9. Januar 1956 in Rostow) ist eine sowjetisch-russische Kunsthistorikerin.

## Leben
Lebedewa studierte an der Fakultät für Geschichtswissenschaft der Universität Leningrad mit Abschluss 1980 am Lehrstuhl für Kunstgeschichte. Bereits während des Studiums begann sie im Russischen Museum zu arbeiten.
1985 wurde Lebedewa wissenschaftliche Mitarbeiterin der Moskauer Staatlichen Tretjakow-Galerie (GTG). Sie nahm an der Verlagerung der Sammlung der sowjetischen Kunst aus dem Hauptgebäude an der Lawruschinski-Gasse in den Museumskomplex an der zur Krim-Brücke führenden „Krim-Wall-Straße“ (uliza Krymski Wal) teil und an der Neugestaltung der Darstellung der Kunst des 20. Jahrhunderts. 1987 wurde sie wissenschaftliche Senior-Mitarbeiterin und 1998 Vizeleiterin der Abteilung für Malerei der 1. Hälfte des 20. Jahrhunderts. 2001 wurde sie Leiterin dieser Abteilung, und 2005 ernannte der Generaldirektor der Tretjakow-Galerie Walentin Alexejewitsch Rodionow sie zu seiner Stellvertreterin und Direktorin für die wissenschaftliche Arbeit.
Lebedewa war eine der führenden Expertinnen der russischen Avantgarde geworden. Sie wirkte an der Organisation der Ausstellungen der Kunst des 20. Jahrhunderts im In- und Ausland mit. Sie organisierte die Andy-Warhol-Ausstellung in der Tretjakow-Galerie. 2007 wurde sie Mitglied des Organisationskomitees des jährlichen Allrussischen Wettbewerbs Innowazija für den Bereich moderne visuelle Kunst.
2007 bezeichnete der russische Kulturminister Alexander Sergejewitsch Sokolow einige Exponate der Ausstellung Soz-Art in Paris als Pornografie, worauf die Leitung der Tretjakow-Galerie 17 Exponate zurückzog. Lebedewa begrüßte die anschließende Entlassung des Ausstellungskurators und Leiters der Abteilung für neueste Strömungen Andrei Wladimirowitsch Jerofejew, obwohl nach Presseberichten sie die Ausstellungsliste mitunterschrieben hatte.
Im April 2008 verfasste Lebedewa mit anderen einen kollektiven Brief an den Präsidenten Dmitri Anatoljewitsch Medwedew mit der Bitte, den von Jelena Nikolajewna Baturinas Unternehmen Inteco geplanten Bau des Multifunktionskomplexes Apelsin auf dem Gelände der Tretjakow-Galerie am Krim-Wall nach einem Projekt von Norman Foster zu verbieten.
2009 wurde Tretjakow-Galerie-Generaldirektor Rodionow in den Ruhestand geschickt, und Lebedewa wurde als erste Frau neue Generaldirektorin der Tretjakow-Galerie durch Verordnung des Kulturministers Alexander Alexejewitsch Awdejew. Sie entwickelte neue Ausstellungsformen, um das Publikumsinteresse zu vergrößern. In einem anonymen Brief an Kulturminister Awdejew im März 2011 wurde Lebedewa und TGT-Mitarbeitern Korruption vorgeworfen, was Awdejew dann zurückwies.
Im Februar 2012 wurde Lebedewa in die Liste der aktiven Unterstützer des Kandidaten Wladimir Putin für die Präsidentenwahl aufgenommen.
2013 wurde Lebedewa zum Vollmitglied der Russischen Kunstakademie gewählt, nachdem sie 2008 zum Korrespondierenden Mitglied gewählt worden war.
2015 wurde Lebedewa als Generaldirektorin ohne Angaben von Gründen entlassen. Ihre Nachfolgerin wurde Selfira Tregulowa.

## Ehrungen, Preise
- Verdiente Kulturarbeiterin der Russischen Föderation (2006)[9]